# Мистер Робинзон Крузо
«Мистер Робинзон Крузо» (англ. Mr. Robinson Crusoe) — американская комедия 1932 года. Фильм находится в общественном достоянии в США.

## Сюжет
Молодой повеса Стив Дрексел, проходя на своей яхте по Южным морям, спорит с друзьями, что не только выживет на необитаемом тропическом острове без благ цивилизации, но и воссоздаст её в одиночку. Пари принимается, и Стив, взяв только своего верного пса и зубную щётку, начинает жить дикарём. Он строит себе дом, даёт просекам знакомые имена (52-я улица и Парк-авеню), заводит дружбу с местной фауной: обезьяной и дикой козой. Однако у него ничего не выходит с Пятницей: абориген, которого он хочет «приручить», сбегает.
Но однажды в один из капканов, расставленных Стивом по острову, попадает очаровательная молодая девушка, которой отшельник даёт имя Суббота. Та не говорит ни по-немецки, ни по-испански, ни даже на поросячьей латыни. В течение ленты Суббота постепенно овладевает английским. Выясняется, что она сбежала из-под венца с соседнего острова.
Вскоре поселение Стива подвергается нападению со стороны тех туземцев с соседнего острова — они хотят вернуть невесту, а также их подкупили приятели Стива, не желающие проигрывать пари. «Робинзон Крузо» побеждает неприятелей, но решает покинуть негостеприимный остров на своей яхте, взяв с собой Субботу. Он привозит девушку в Нью-Йорк, где она начинает выступать на Бродвее.